# Világ-szigetek

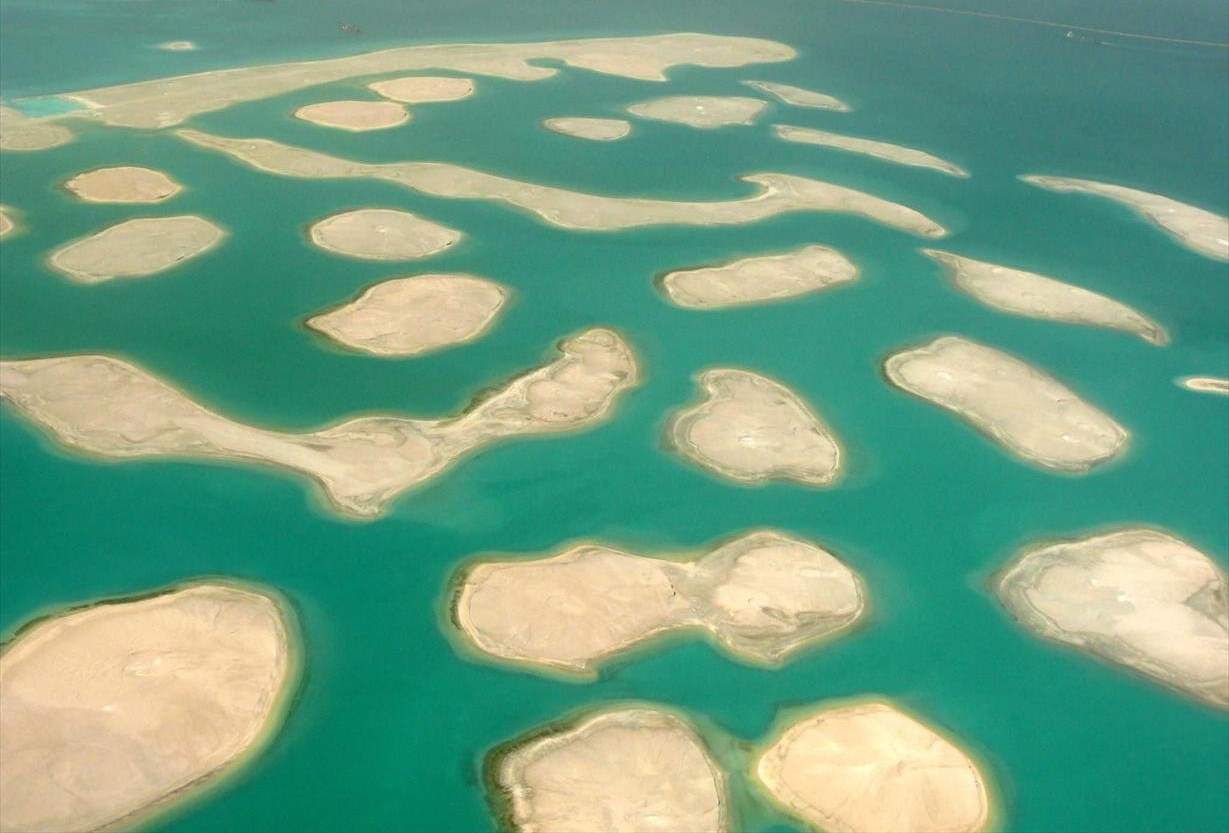
A Világ-szigetek szigetei még üresen

A Világ-szigetek (The World, The World Islands) egy mesterséges szigetcsoport az Egyesült Arab Emírségekben, Dubaj városában, a Perzsa-öbölben. A szigetcsoport háromszáz, különböző méretű szigetből áll, melyek összessége a világ kontinenseit hivatott ábrázolni. Építője az arab tulajdonú Nakheel Properties vállalat.
A szigetek mérete 14,000 m²-től 42,000 m²-ig terjed, egymástól átlagosan 100 méterre helyezkednek el. Elkészültével 232 kilométerrel növelte meg Dubaj tengerpartja hosszát. Megépítésének költsége 14 milliárd dollárba került.
Egy egy sziget ára 15 millió dollártól 50 millióig terjedt, egy szigetet leszámítva, ami 250 millió dollárért kelt el. Az építkezések befejeztével szállodák és luxusvillák épülnek a szigeteken.

## Külső hivatkozások
- A Világ-szigetek hivatalos honlapja